# Cabras
Cabras (italià) o Crabas (en sard) és un municipi sard a la regió de Campidano di Oristano (província d'Oristany, illa de Sardenya). L'any 2007 tenia 9.004 habitants. Limita amb els municipis de Nurachi, Oristany i Riola Sardo.